# 1114 Lorraine
Lorraine (asteroide 1114) é um asteroide da cintura principal com um diâmetro de 62,2 quilómetros, a 2,8490806 UA. Possui uma excentricidade de 0,0782572 e um período orbital de 1 984,88 dias (5,44 anos).
Lorraine tem uma velocidade orbital média de 16,94124237 km/s e uma inclinação de 10,74601º.
Esse asteroide foi descoberto em 17 de Novembro de 1928 por Alexandre Schaumasse.